# Warriors of the Deep
Warriors of the Deep (Guerriers des profondeurs) est le cent-trentième épisode de la première série de la série télévisée britannique de science-fiction Doctor Who. Originellement diffusé sur la BBC du 5 au 13 janvier 1984, cet épisode débute la vingt-et-unième saison de la série.

## Accroche
Année 2084 : alors que la terre s'enfonce dans une guerre froide entre deux blocs, le TARDIS se pose sur une base nautique. Des accidents graves arrivent entrainant la mort de nombreux agents essentiels. Enquêtant à l'intérieur de la base, le Docteur, Tegan et Turlough découvrent que la base est infiltrée par les Siluriens et les Diables des mers.

## Distribution
- Peter Davison — Le Docteur
- Janet Fielding — Tegan Jovanka
- Mark Strickson — Vislor Turlough
- Tom Adams — Vorshak
- Ian McCulloch — Nilson
- Ingrid Pitt — Le Docteur Solow
- Nigel Humphreys — Bulic
- Tara Ward — Preston
- Martin Neil — Maddox
- Nitza Saul — Karina
- James Coombes — Paroli
- Norman Comer — Ichtar
- Stuart Blake — Scibus
- Vincent Brimble — Tarpok
- Christopher Farries — Sauvix

## Résumé
En 2084, la Terre sera une nouvelle fois divisée en deux super-puissances opposées. L'une de celle-ci possède une base sous-marine, la Base marine 4, qui possède des armes nucléaires pointées vers l'ennemi. Par mesure de sécurité, les missiles ne peuvent être activés que si un opérateur humain "synchronise" son esprit avec l'ordinateur de la base. Lorsque l'un des opérateurs, le lieutenant Michaels est mystérieusement tué, c'est un apprenti, Maddox, qui doit assumer sa responsabilité. La base est dirigée par le commandant Vorshak et ses deux agents Nilson et Bulic. Non loin d'eux, se trouve un vaisseau de guerre silurien, commandé par l'un d'entre eux nommé Ichtar, et ils espionnent la base sous marine.
Souhaitant montrer à Tegan, le futur de sa planète, le Docteur tente de se matérialiser dans l'orbite de la Terre, mais le TARDIS est attaqué par un robot de surveillance. Tentant de sauver son vaisseau, le Docteur se matérialise non loin, sur la Base 4 alors que l'équipe est en train de faire des essais balistiques au cours desquels, Maddox fait un malaise. Profitant de cette occasion, Nilson et le Docteur Solow, tous deux agents de la puissance ennemie, reprogramment Maddox afin qu'il détruise l'ordinateur de la base. Après que Turlough ai tenté d'appeler un ascenseur, la présence du Docteur et de ses compagnons est détectée et ils sont finalement fait prisonniers.
De leur côté, les siluriens ont ramené le commando d'élite des guerriers des démons des mers, et leur commandant Sauvix, et lancent une attaque sur la Base 4. Le Docteur ayant reconnu leur vaisseau sur le moniteur tente d'avertir Vorshak, en vain. La Base se fait attaquer par les deux factions, ainsi que par leur monstre géant, le Myrka. Pendant que les forces de la Base 4 se font électrocuter tour à tour par le monstre, Solow et Nilson poussent Maddox à détruire l'équipement et à tuer Karina, une jeune enseigne qui les avait démasqués. Solow finit par se faire tuer par le Myrka au détour d'un couloir.
Après un long massacre, le Docteur parvient à tuer le Myrka en utilisant un générateur d'ultra-violet. Les siluriens parviennent toutefois à l'intérieur des couloirs et prennent le Docteur et Tegan après avoir tué Nilson. Le Docteur reconnaît parmi les siluriens, Ichtar, avec lequel il avait communiqué par le passé. Celui-ci lui explique qu'ils attaquent la base dans le but de provoquer une guerre mondiale qui éradiquera les humains de la Terre. Le Docteur tente de le raisonner en vain.
Le Docteur et ses compagnons parviennent toutefois à s'échapper par les conduits d'aération et découvrent des cylindres contenant du gaz hexachromite, une substance mortel pour les reptiles et les fait fondre. Le Docteur se refuse d'abord à utiliser cette arme, mais s'y résout lorsque Turlough lui rappelle que les siluriens souhaitent faire disparaître les êtres humains. Il répand le gaz dans la station, ce qui extermine les siluriens, mais les missiles sont déjà lancés. Le Docteur décide d'occuper la place qu'aurait dû prendre Maddox et d'utiliser son propre cerveau. Il réussit au dernier moment avant de voir Vorshak être tué par Ichtar et Ichtar être tué par Turlough. Devant le massacre qui s'est perpétué à l'intérieur de la Base 4, le Docteur se rend compte de ses erreurs et se dit qu'il aurait « dû y avoir un autre moyen. »

### Continuité
- Les Siluriens étaient déjà apparus en 1970 dans Doctor Who and the Silurians et les démons des mers étaient apparus en 1972 dans The Sea Devils. C'est la première fois qu'on voit ces deux espèces collaborer. Il est étrange que ceux-ci se nomment eux-mêmes comme cela car le nom de « Silurien » avait été évoqué par le Docteur et celui de « Démons des mers » par un témoin. On peut aussi penser qu'Ichtar est le scientifique qui avait aidé le Docteur dans Doctor Who and the Silurians.
- Une nouvelle fois, il n'y aucune explication concernant l'absence de Kamelion dans cet épisode.
- Le Docteur réutilise la phrase récurrente « quand je vous dis de courir, courrez. »
- C'est la dernière fois que l'on voit cette version du costume de cricket du Docteur.

## Production

### Écriture
L'idée à la base de l'épisode était de ramener d'anciens ennemis du Docteur, une formule qui avait bien fonctionné lors de la vingtième saison. Le scénariste Johnny Byrne proposa ainsi de ramener les siluriens et les démons des mers. Lorsqu'il démarra l'écriture de l'épisode, en juin 1982, la guerre froide entre les USA et l'URSS était encore présente et Byrne voulu explorer l'idée d'un monde en tension sur un équilibre de la terreur dans lequel chaque pays a peur que l'autre tire le premier. Il s'inspira aussi d'un épisode de 1975 de Cosmos 1999, « Le gardien du Piri » dans lequel on retrouve l'idée d'un homme interagissant avec une machine au moyen d'un implant.
L'épisode fut commissionné le 10 septembre 1982. Il fut décidé en cours d'écriture que les siluriens seraient les chefs tandis que les démons des mers seraient les soldats d'élite. Il s'inspira aussi de l'épisode « Earthshock » dont il avait apprécié le côté "action"/"aventure." Il évite aussi de donner un nom aux deux super-puissances en conflit mais suggère un casting international pour l'épisode.
Au début de l'année 1983, Byrne part travailler aux États-Unis et son scénario est réécrit par le script-éditor (responsable des scénarios) Eric Saward, qui s'aperçoit que l'épisode est bien trop long pour tenir sur 4 épisodes de 25 minutes. C'est ainsi que de nombreux personnages qui devaient intervenir à la fin de l'épisode sont tués par le Myrka. De plus, le conseiller non officiel, Ian Levine estime que l'épisode possède de nombreux problèmes de continuités (les Siluriens disent « arriver de la planète Siluria ») et des réécritures ont lieu. L'épisode en devient ainsi bien plus sanglant, Icthar, Vorshak et Preston devaient survivre dans le script initial, et Johnny Byrne fut assez déçu de ces changements qui donnait une tonalité très noire à la fin de l'épisode.
Après cet épisode Byrne proposa le scénario d'un épisode intitulé « The Guardians Of Prophecy » (« Les gardiens de la prophétie ») et qui devait se situer dans la continuité de « The Keeper of Traken » mais à la suite des problèmes de production que connut « Warriors of the Deep » il fut plus distant avec la production de Doctor Who et l'épisode ne se fit pas.

### Casting
- C'est le réalisateur Pennant Roberts qui engagea Ingrid Pitt dans le rôle du Docteur Solow. À l'origine, le rôle avait été écrit pour un homme un peu plus âgé. Celle-ci avait joué le rôle de la reine Galleia dans l'épisode de 1972  « The Time Monster »
- C'est en juin 1983, durant le tournage de cet épisode qu'il fut décidé que Peter Davison partirait lors de l'avant dernier épisode de la saison et serait remplacé par Colin Baker, bien que celui-ci ai déjà joué un second rôle dans « Arc of Infinity. » Janet Fielding fit aussi part de sa décision de partir de la série et le personnage de Peri, jouée par l'actrice Nicola Bryant fut dévoilé à la presse à cette époque[1].

### Tournage
Le réalisateur choisit pour cet épisode fut Pennant Roberts, un réalisateur vétéran de la série, dont le dernier travail avait été l'épisode annulé en 1979, « Shada. » C'est d'ailleurs en demandant des extraits de cet épisode afin de les inclure dans « The Five Doctors » que le producteur John Nathan-Turner rencontra Roberts et lui offrit de revenir tourner un épisode de la série.
À l'origine, le tournage devait débuter du 14 au 17 juin 1983 aux studios d'Ealing afin de filmer les scènes autour du tank hydraulique de la Base 4. Hélas, Margaret Thatcher précipita l'élection nationale et la fixa le 14 juin afin de profiter de sa popularité après la guerre des Malouines. Cette décision eu pour effet de décaler complètement les plannings de tournage de la BBC et l'on informa John Nathan-Turner que l'épisode devait être bouclé plus vite que prévu ou abandonné. Cette décision poussa les employés du département des effets spéciaux à ne pas pouvoir terminer le costume du Myrka. De plus, Matt Irvine, le designer des effets spéciaux était partiellement occupé sur un autre projet, lui aussi décalé. De plus, la journée à Ealing fut abandonnée car la plupart de l'équipe technique de la BBC devait couvrir l'élection.
Une session de tournage en studio se déroula les 23 et 24 juin 1983 au studio 6 du Centre télévisuel de la BBC et concernait les scènes dans le TARDIS, dans l'unité PS et dans les couloirs attaqués par les démons des mers. Les comédiens eurent de nombreux problèmes avec les costumes : les casques des démons des mers étaient trop lourd et certains acteurs ne voyaient rien, les masques des siluriens ne collaient pas avec le reste du corps et la vague de chaleur que traversait l'Angleterre cet été là provoqua des problèmes de respirations pour les comédiens en costumes. Le costume du Myrka n'était pas encore fini le jour du tournage et était encore frais d'une peinture qui tachait les comédiens. De plus aucune répétition n'avait pu être effectuée, le costume était très dur à manipuler et les émanations de peintures provoquaient des troubles sur les techniciens chargés de le manipuler, provoquant un déplacement étrange du monstre.
Férue d'art martiaux, Ingrid Pitt avait proposé une scène où elle effectuerait du karaté contre le monstre, mais les problèmes de manipulation du monstre et le manque de préparation de la scène déboucha sur une pantomime assez exagéré. À cause du manque de temps, chaque scène ne fut prise qu'une ou deux fois seulement. Certaines scènes qui n'étaient que des répétitions furent même retenues au montage final.
À l'origine, le script signalait que les couloirs de la station devaient être très sombre afin de simuler une atmosphère proche du film Alien. Au contraire, il fut décidé que les lumières devaient éclairer le plateau au maximum, car un des producteurs de la BBC avait peur que les gens se plaignent de leur téléviseur si l'image est trop sombre.
Le 28 juin 1983, les scènes autour du tank hydraulique furent finalement filmées au Royal Engineers Diving Establishment à Marchwood dans le Hampshire. Toutefois arrivé sur place, Pennant Roberts eu la mauvaise surprise de s'apercevoir que le bassin n'avait pas été rempli d'eau. Celui-ci fut rempli assez vite d'une eau très froide, ce qui rendit la séquence très déplaisante pour Peter Davison.
Les scènes à l'extérieur des bases et des vaisseaux, censées être tournées dans les studios d'Ealing furent tournées les 29 et 30 juin au Shepperton Studios à Shepperton dans le Surrey et Roberts utilisera des caméras faites pour l'extérieur, donnant un côté plus flou. Les scènes de maquettes furent filmées du 4 au 7 juillet au "Visual Effects Workshop" à Acton.
La seconde session de tournage en studio se déroula du 13 au 15 juillet 1983 au studio 6 du Centre télévisuel de la BBC et se concentrait sur les scènes dans la salle de l'ordinateur, dans la réserve de produits chimiques ainsi que dans certains couloirs.

## Diffusion et Réception
| Épisode                                                                                     | Date de diffusion | Durée | Téléspectateurs en millions | Archives            |
| ------------------------------------------------------------------------------------------- | ----------------- | ----- | --------------------------- | ------------------- |
| Épisode 1                                                                                   | 5 janvier 1984    | 24:48 | 7,6                         | Bandes couleurs PAL |
| Épisode 2                                                                                   | 6 janvier 1984    | 24:04 | 7,5                         | Bandes couleurs PAL |
| Épisode 3                                                                                   | 12 janvier 1984   | 24:02 | 7,3                         | Bandes couleurs PAL |
| Épisode 4                                                                                   | 13 janvier 1984   | 24:48 | 6,6                         | Bandes couleurs PAL |
| Diffusé en quatre parties du 5 au 13 janvier 1984, l'épisode fit un score d'audience moyen. |                   |       |                             |                     |

Pour la saison 21, Doctor Who changea une nouvelle fois de jours de diffusion et fut programmé les jeudis et vendredis.
L'épisode fut largement critiqué, notamment par les acteurs et l'équipe de production elle-même, notamment dans les commentaires DVD de l'épisode. La réalisation de Pennant Roberts fut mise en cause, ainsi que le choix du producteur John Nathan-Turner de bâcler l'épisode. L'épisode déplut fortement à un des chefs de la BBC, Michael Grade, qui dans l'émission comique des années 1990, Room 101, montra l'extrait de la bataille contre le Myrka dans l'épisode afin d'expliquer "pourquoi Doctor Who a dû être arrêté."

### Critiques
Malgré la mauvaise réputation de l'épisode, en 1995, dans le livre « Doctor Who : The Discontinuity Guide », Paul Cornell, Martin Day, et Keith Topping trouvent que l'épisode possède un scénario solide avec un Docteur radical, et que l'épisode n'est gâché que par les "obsessions de fans" que sont le design et la continuité." Les auteurs de « Doctor Who : The Television Companion » (1998) estiment que l'épisode est l'illustration parfaite d'un "scénario bien construit" gâché par une production inappropriée. Ils trouvent les nouveaux costumes des siluriens ridicules, et qu'ils ne sont pas fidèles à la façon dont ils sont censés être dépeint à l'origine. Ils blâment aussi la réalisation de Pennant Roberts, le manque de jeu des acteurs secondaires, ainsi que la scène de karaté.
En juin 2010, Nash du site "That Guy with the Glasses" fit une vidéo de critique de l'épisode, estimant qu'il s'agit sans doute de l'une des pires choses jamais filmées et qu'il illustre bien la phrase "si tu ne peux pas faire quelque chose correctement alors évite de le faire." Il estime que l'écriture est mauvaise, les effets spéciaux ne marchent pas, les costumes sont atroces et les acteurs jouent mal.
En 2012, Patrick Mulkern de Radio Times qualifie l'épisode de désastre et rappelle à quel point, y compris dans les commentaires du DVD, tout le monde avec le recul trouve cet épisode mauvais. Il rappelle à quel point les batailles ne semblent avoir aucun impact, les acteurs semblent mal à l'aise dans leurs costumes, et qualifie l'épisode de "comédie involontaire."

## Novélisation
L'épisode fut romancé par Terrance Dicks et publié en août 1984 avec une couverture d'Andrew Skilleter. Le roman porte le numéro 87 de la collection Doctor Who des éditions Target Books. Terrance Dicks fait un long prologue expliquant les différentes rencontre entre le Docteur et les Siluriens et confirme qu'Ichtar est un des scientifiques silurien rencontré par le Docteur dans « Doctor Who and the Silurians. » Dicks spécifie que les deux superpuissance s'affrontant sont l'Est et l'Ouest, une chose qui n'a jamais été précisé dans l'épisode. Le roman ressortit en 1992 avec une couverture d'Alister Pearson. Ce roman n'a jamais connu de traduction à ce jour.

## Éditions commerciales
L'épisode n'a jamais été édité en français, mais a connu plusieurs éditions au Royaume-Uni et dans les pays anglophones.
- L'épisode est sorti en VHS en septembre 1995.
- En 1995, lecture de la novélisation, lue par Peter Davison est sortie aux éditions BBC Audio.
- En octobre 2006, la bande son de l'épisode fut éditée sur CD avec celle de « Doctor Who and the Silurians » et « The Sea Devils » avec une narration de Janet Fielding[9]. Le CD fut réédité en 2008.
- L'épisode fut édité en DVD le 14 janvier 2008 dans un coffret nommé "Beneath the Surface" avec les épisodes « Doctor Who and the Silurians » et « The Sea Devils. »

L'édition contient les commentaires audios de Peter Davison, de Janet Fielding, du script-éditor Eric Saward et du designer des effets spéciaux Matt Irvine, un making off avec les interviews de l'équipe d'époque, des indications sur les siluriens et les démons des mers, une interview concernant le travail de Matt Irvine et d'autres bonus. Ce DVD fut réédité dans le cadre des Doctor Who DVD Files le 7 mars 2012.